# 北海道新聞文学賞
北海道新聞文学賞（ほっかいどうしんぶんぶんがくしょう）は、日本の文学賞。道新文学賞とも呼ばれる。

## 概要
1967年（昭和42年）10月23日に制定された。北海道新聞社が主催している。創作・評論は、未発表作については400字詰め原稿用紙50 - 150枚以内、既発表作については1年以内に発行された単行本、同人誌などが募集される。詩は、編数に制限はないが、詩集に限られる。応募資格は原則として道内在住者としていたが、2016年（平成28年）の第50回より道内に3年以上居住したことのある人も含むようになった。受賞作には正賞（ブロンズレリーフ）と副賞（創作・評論100万円、詩50万円）、佳作には記念品と副賞（創作・評論20万円、詩15万円）が贈られる。
1985年（昭和60年）までは小説・評論・詩・短歌・俳句が対象となっており、1986年（昭和61年）より短歌は北海道新聞短歌賞、俳句は北海道新聞俳句賞として独立して表彰されるようになった。2001年（平成13年）の第35回から小説・評論を対象とした「創作・評論部門」と詩集を対象とした「詩部門」に分かれた。
全国区の活躍を果たすようになる作家も輩出している。第11回受賞の高橋揆一郎は第79回芥川龍之介賞を、第17回受賞の小檜山博は第11回泉鏡花文学賞を、第21回受賞の熊谷政江（藤堂志津子）は第100回直木三十五賞を、第37回受賞の朝倉かすみは第30回吉川英治文学新人賞や第32回山本周五郎賞を、第46回受賞の河崎秋子は2015年度JRA賞馬事文化賞や第21回大藪春彦賞を受賞した。

## 選考委員
- 創作・評論部門

円城塔、川村湊、桜木紫乃、久間十義
- 詩部門

阿部嘉昭、工藤正廣、松尾真由美

## 受賞作一覧

### 第1回から第10回
| 回（年）           | 賞         | 受賞者     | 受賞作                  | 刊行・収録                            |
| ------------------ | ---------- | ---------- | ----------------------- | ------------------------------------- |
| 第1回（1967年度）  | 受賞       | 佐藤喜一   | 『小熊秀雄論考』        | 1967年3月 旭川市                      |
| 第2回（1968年度）  | 受賞       | 沢田誠一   | 「斧と楡のひつぎ」      | 『北方文芸』1968年9月号               |
| 第2回（1968年度）  | 受賞       | 木村敏男   | 『日高』                | 1968年7月 扉の会                      |
| 第3回（1969年度）  | 受賞作なし | 受賞作なし | 受賞作なし              | 受賞作なし                            |
| 第3回（1969年度）  | 佳作       | 倉島斉     | 「歳月の小車」          |                                       |
| 第3回（1969年度）  | 佳作       | 上西晴治   | 「川のある部落」        |                                       |
| 第4回（1970年度）  | 受賞       | 永井浩     | 『陶器の時代』          | 1969年9月 黄土社                      |
| 第5回（1971年度）  | 受賞       | 木野工     | 「襤褸」                | 『北方文芸』 1970年7月号、1971年7月号 |
| 第6回（1972年度）  | 受賞       | 進藤紫     | 『壺』                  | 1972年8月 道の会                      |
| 第7回（1973年度）  | 受賞作なし | 受賞作なし | 受賞作なし              | 受賞作なし                            |
| 第7回（1973年度）  | 佳作       | 浅野太市   | 「闇の中」              |                                       |
| 第7回（1973年度）  | 佳作       | 吉岡康     | 「海からの声」          |                                       |
| 第8回（1974年度）  | 受賞       | 平松勤     | 『幻日』                | 1974年2月 柏葉書院                    |
| 第8回（1974年度）  | 受賞       | 寺久保友哉 | 「停留所前の家」        | 『北方文芸』1974年8月号               |
| 第9回（1975年度）  | 受賞       | 木原直彦   | 『北海道文学史 明治編』 | 1975年3月 北海道教育委員会            |
| 第10回（1976年度） | 受賞       | 岡崎正之   | 『帽灯』                | 1975年 辛夷社                         |
| 第10回（1976年度） | 佳作       | 松田静偲   | 「緊急輸送指令」        | 『国鉄北海道文学』5号                 |
| 第10回（1976年度） | 佳作       | 加藤多一   | 『ふぶきだ 走れ』       | 1976年7月 北海道新聞社                |

### 第11回から第20回
| 回（年）           | 賞   | 受賞者           | 受賞作                               | 刊行・収録                              |
| ------------------ | ---- | ---------------- | ------------------------------------ | --------------------------------------- |
| 第11回（1977年度） | 受賞 | 高橋揆一郎       | 「観音力疾走」                       | 『季刊藝術』40号                        |
| 第12回（1978年度） | 受賞 | 中沢茂           | 「紙飛行機」                         | 『北方文芸』1978年2月号                 |
| 第12回（1978年度） | 佳作 | 草野ゆき子       | 「踏みしだく冬」                     | 『奔流』7号                             |
| 第12回（1978年度） | 佳作 | 萩原貢           | 『ドアの断崖』                       | 1978年1月 月刊おたる社                  |
| 第13回（1979年度） | 受賞 | かなまるよしあき | 『証人台』                           | 1979年5月 噴火湾社                      |
| 第13回（1979年度） | 受賞 | 佐々木逸郎       | 『劇場』                             | 1978年10月                              |
| 第14回（1980年度） | 受賞 | 上西晴治         | 『コシャマインの末裔』               | 1979年10月 筑摩書房                     |
| 第15回（1981年度） | 受賞 | 吉田十四雄       | 『人間の土地』                       | 1978年11月 - 1981年8月 農山漁村文化協会 |
| 第15回（1981年度） | 受賞 | 水口幾代         | 『散華頌』                           | 1981年7月 雁書館                        |
| 第16回（1982年度） | 受賞 | 田中和夫         | 『残響』                             | 1982年6月                               |
| 第16回（1982年度） | 佳作 | 小松瑛子         | 『わたしがブーツをはく理由について』 | 1982年8月 朱鳥書屋                      |
| 第16回（1982年度） | 佳作 | 新井章夫         | 『北の明眸』                         | 1982年8月 黄土社                        |
| 第17回（1983年度） | 受賞 | 小檜山博         | 『光る女』                           | 1983年7月 集英社                        |
| 第17回（1983年度） | 受賞 | 島恒人           | 『風騒集』                           | 1982年9月 秋発行所                      |
| 第18回（1984年度） | 受賞 | 川辺為三         | 『岬から翔べ』                       | 1984年4月 構想社                        |
| 第18回（1984年度） | 受賞 | 鳥居省三         | 『異端の系譜』                       | 1983年10月 北海道新聞社                 |
| 第18回（1984年度） | 佳作 | 澤井繁男         | 「雪道」                             | 『北方文芸』1984年9月号                 |
| 第19回（1985年度） | 受賞 | 土居良一         | 『夜界』                             | 1984年12月 河出書房新社                 |
| 第19回（1985年度） | 佳作 | 森田省子         | 『諧調の勝手口』                     | 1985年8月 あうら書房                    |
| 第20回（1986年度） | 受賞 | 山川精           | 『哈爾賓難民物語』                   | 1986年 現地出版                         |
| 第20回（1986年度） | 佳作 | 朴重鎬           | 「離別」                             | 『北方文芸』1986年8月号                 |

### 第21回から第30回
| 回（年）           | 賞   | 受賞者     | 受賞作                                           | 刊行・収録                     |
| ------------------ | ---- | ---------- | ------------------------------------------------ | ------------------------------ |
| 第21回（1987年度） | 受賞 | 熊谷政江   | 「マドンナのごとく」                             | 『北方文芸』1987年4月号        |
| 第21回（1987年度） | 佳作 | 玉井裕志   | 『萌える大草原』                                 | 1987年7月 草の根出版会         |
| 第22回（1988年度） | 受賞 | 朴重鎬     | 「回帰」                                         | 『民濤』創刊号                 |
| 第22回（1988年度） | 佳作 | 千田三四郎 | 『遠い疼き』                                     | 1988年9月 人間像同人会         |
| 第23回（1989年度） | 受賞 | 吉井よう子 | 「伐り株」                                       | 『白雲木』3号                  |
| 第24回（1990年度） | 受賞 | 甲斐ゆみ代 | 「背中あわせ」                                   | 『北方文芸』1990年8月号        |
| 第24回（1990年度） | 受賞 | 斎藤邦男   | 『幻獣図譜』                                     | 1989年11月 沖積舎              |
| 第25回（1991年度） | 受賞 | 木村政子   | 「爛壊」                                         | 『室蘭文藝』24号               |
| 第25回（1991年度） | 佳作 | 足立妙子   | 「風紋」                                         | 『蟹』10号                     |
| 第25回（1991年度） | 佳作 | 伊東廉     | 『民話』                                         | 1991年8月 共同文化社           |
| 第26回（1992年度） | 受賞 | 吉田典子   | 「妹の帽子」                                     | 『森林鉄道』8号                |
| 第26回（1992年度） | 佳作 | 北野洸     | 「弥生坂」                                       | 『札幌文学』54号               |
| 第26回（1992年度） | 佳作 | 北村巌     | 「小林勝論」                                     | 『創人』13号                   |
| 第27回（1993年度） | 受賞 | 佐野良二   | 「闇の力」                                       | 『士別市民文芸』14 - 16号      |
| 第27回（1993年度） | 受賞 | 工藤正廣   | 『ロシア・詩的言語の未来を読む 現代詩1917-1991』 | 1993年2月 北海道大学図書刊行会 |
| 第27回（1993年度） | 佳作 | 澤辺成徳   | 『無頼の河は清冽なり 柴田錬三郎伝』              | 1992年11月 集英社              |
| 第28回（1994年度） | 受賞 | 北村巌     | 『島木健作論』                                   | 1994年6月 近代文芸社           |
| 第28回（1994年度） | 佳作 | 正木としか | 「パーティしようよ」                             | 『北方文芸』1994年8月号        |
| 第29回（1995年度） | 受賞 | 鎌田純一   | 『凍裂』【上下】                                 | 1995年2月 構想社               |
| 第29回（1995年度） | 受賞 | 倉内佐知子 | 『新懐胎抄』                                     | 1995年6月 書肆山田             |
| 第29回（1995年度） | 佳作 | 小山心平   | 「生きる者の旅路」                               | 『山音文学』84号               |
| 第30回（1996年度） | 受賞 | 平野温美   | 『白い月』                                       | 1996年2月 近代文芸社           |

### 第31回から第40回
| 回（年）           | 賞                 | 受賞者             | 受賞作                     | 刊行・収録                        |
| ------------------ | ------------------ | ------------------ | -------------------------- | --------------------------------- |
| 第31回（1997年度） | 受賞作なし         | 受賞作なし         | 受賞作なし                 | 受賞作なし                        |
| 第31回（1997年度） | 佳作               | いのうえひょう     | 『俺の幻日』               | 1997年12月 黎明社                 |
| 第31回（1997年度） | 佳作               | 吉岡康             | 「敷香市街地図」           | 『留萌文学』82号                  |
| 第32回（1998年度） | 受賞               | 木下順一           | 『湯灌師』                 | 1997年11月 河出書房新社           |
| 第33回（1999年度） | 受賞               | 桃谷方子           | 『百合祭』                 | 1999年8月                         |
| 第34回（2000年度） | 受賞               | 金行康子           | 『禁猟区』                 | 2000年6月 緑鯨社                  |
| 第35回（2001年度） | 【創作・評論部門】 | 【創作・評論部門】 | 【創作・評論部門】         | 【創作・評論部門】                |
| 第35回（2001年度） | 受賞作なし         |                    |                            |                                   |
| 第35回（2001年度） | 佳作               | 堀内興一           | 「老入」                   | 2000年12月 山音文学会『寒椿』所収 |
| 第35回（2001年度） | 佳作               | 毛利かずえ         | 「夢のほころび」           | 『市民文芸』40号別冊              |
| 第35回（2001年度） | 【詩部門】         |                    |                            |                                   |
| 第35回（2001年度） | 受賞               | 竹中征機           | 『雁の木』                 | 2001年7月                         |
| 第36回（2002年度） | 【創作・評論部門】 | 【創作・評論部門】 | 【創作・評論部門】         | 【創作・評論部門】                |
| 第36回（2002年度） | 受賞               | 中里拓二           | 「うなぎや物語」           | 『文邪』3号                       |
| 第36回（2002年度） | 佳作               | 大森光章           | 『シャクシャイン戦記』     | 2002年4月 新人物往来社            |
| 第36回（2002年度） | 佳作               | 宮原寧子           | 「小説家の家庭」           |                                   |
| 第36回（2002年度） | 【詩部門】         |                    |                            |                                   |
| 第36回（2002年度） | 受賞               | 大貫喜也           | 『黄砂蘇生』               | 2002年8月 思潮社                  |
| 第36回（2002年度） | 佳作               | 界兀歩             | 『非ぐる日』               | 2002年8月 旭図書刊行センター      |
| 第36回（2002年度） | 佳作               | 熊谷ユリヤ         | 『名づけびとの深い声が』   | 2001年11月 思潮社                 |
| 第37回（2003年度） | 【創作・評論部門】 | 【創作・評論部門】 | 【創作・評論部門】         | 【創作・評論部門】                |
| 第37回（2003年度） | 受賞               | 朝倉かすみ         | 「コマドリさんのこと」     |                                   |
| 第37回（2003年度） | 佳作               | 中村南             | 「昼の月」                 |                                   |
| 第37回（2003年度） | 【詩部門】         |                    |                            |                                   |
| 第37回（2003年度） | 受賞               | 江原光太           | 『北極の一角獣』           | 2003年1月 響文社                  |
| 第38回（2004年度） | 【創作・評論部門】 | 【創作・評論部門】 | 【創作・評論部門】         | 【創作・評論部門】                |
| 第38回（2004年度） | 受賞               | 有田美江           | 「約束の町」               |                                   |
| 第38回（2004年度） | 佳作               | 江藤あさひ         | 「フルハウス」             | 『札幌文学』第63号                |
| 第38回（2004年度） | 佳作               | 木村華奈美         | 「THE ROOF」               |                                   |
| 第38回（2004年度） | 【詩部門】         |                    |                            |                                   |
| 第38回（2004年度） | 受賞               | 木田澄子           | 『kleinの水管』            | 2004年8月 緑鯨社                  |
| 第39回（2005年度） | 【創作・評論部門】 | 【創作・評論部門】 | 【創作・評論部門】         | 【創作・評論部門】                |
| 第39回（2005年度） | 受賞作なし         |                    |                            |                                   |
| 第39回（2005年度） | 佳作               | 佐藤梅子           | 「すすきの六条寺町通り」   | 『蟹』14号                        |
| 第39回（2005年度） | 佳作               | 高橋駘             | 「イタドリ」               |                                   |
| 第39回（2005年度） | 【詩部門】         |                    |                            |                                   |
| 第39回（2005年度） | 受賞               | 金太中             | 『わがふるさとは湖南の地』 | 2005年4月 思潮社                  |
| 第40回（2006年度） | 【創作・評論部門】 | 【創作・評論部門】 | 【創作・評論部門】         | 【創作・評論部門】                |
| 第40回（2006年度） | 受賞               | 草野ゆき子         | 「海峡まで」               | 『鉤素』12号                      |
| 第40回（2006年度） | 佳作               | 米谷広貴           | 「火の色」                 |                                   |
| 第40回（2006年度） | 【詩部門】         |                    |                            |                                   |
| 第40回（2006年度） | 受賞               | 佐々幸子           | 『うみ』                   |                                   |

### 第41回から第50回
| 回（年）           | 賞                 | 受賞者             | 受賞作                                                                  | 刊行・収録                   |
| ------------------ | ------------------ | ------------------ | ----------------------------------------------------------------------- | ---------------------------- |
| 第41回（2007年度） | 【創作・評論部門】 | 【創作・評論部門】 | 【創作・評論部門】                                                      | 【創作・評論部門】           |
| 第41回（2007年度） | 受賞               | まさきとしか       | 「散る咲く巡る」                                                        |                              |
| 第41回（2007年度） | 【詩部門】         |                    |                                                                         |                              |
| 第41回（2007年度） | 受賞               | 荒木元             | 『砂浜についてのいくつかの考察と 葬られた犬の物語』                     | 2007年8月 亜璃西社           |
| 第41回（2007年度） | 佳作               | 井手上久光         | 「それより奥は現に過ぎない」                                            |                              |
| 第42回（2008年度） | 【創作・評論部門】 | 【創作・評論部門】 | 【創作・評論部門】                                                      | 【創作・評論部門】           |
| 第42回（2008年度） | 受賞               | 窪田貴             | 「焚き火端会議」                                                        |                              |
| 第42回（2008年度） | 佳作               | 井澗裕             | 「尼港奇譚、あるいは コンスタンチン・フョードルビッチの肖像」           |                              |
| 第42回（2008年度） | 【詩部門】         |                    |                                                                         |                              |
| 第42回（2008年度） | 受賞               | 金石稔             | 『星に聴く』                                                            | 2007年9月 書肆山田           |
| 第43回（2009年度） | 【創作・評論部門】 | 【創作・評論部門】 | 【創作・評論部門】                                                      | 【創作・評論部門】           |
| 第43回（2009年度） | 受賞               | 内山りょう         | 「神様のいどころ」                                                      |                              |
| 第43回（2009年度） | 【詩部門】         |                    |                                                                         |                              |
| 第43回（2009年度） | 受賞作なし         |                    |                                                                         |                              |
| 第43回（2009年度） | 佳作               | 谷崎真澄           | 『カナリアは何処か』                                                    | 2009年4月                    |
| 第43回（2009年度） | 佳作               | 土屋一彦           | 『へんなへん』                                                          | 2009年2月 グッフォーの会     |
| 第44回（2010年度） | 【創作・評論部門】 | 【創作・評論部門】 | 【創作・評論部門】                                                      | 【創作・評論部門】           |
| 第44回（2010年度） | 受賞作なし         |                    |                                                                         |                              |
| 第44回（2010年度） | 佳作               | 一楽麻子           | 「犬日和」                                                              |                              |
| 第44回（2010年度） | 佳作               | 澤田展人           | 「螺旋の道」                                                            |                              |
| 第44回（2010年度） | 【詩部門】         |                    |                                                                         |                              |
| 第44回（2010年度） | 受賞               | 橋場仁奈           | 『ブレス』 『朝、私は花のように』                                       | 2009年10月 荊冠舎            |
| 第44回（2010年度） | 佳作               | 野宮田功           | 『野宮田功詩集』                                                        |                              |
| 第44回（2010年度） | 佳作               | 橋本征子           | 『秘祭』                                                                | 2009年9月 書肆青樹社         |
| 第45回（2011年度） | 【創作・評論部門】 | 【創作・評論部門】 | 【創作・評論部門】                                                      | 【創作・評論部門】           |
| 第45回（2011年度） | 受賞作なし         |                    |                                                                         |                              |
| 第45回（2011年度） | 佳作               | 河崎秋子           | 「北夷風人」                                                            |                              |
| 第45回（2011年度） | 【詩部門】         |                    |                                                                         |                              |
| 第45回（2011年度） | 受賞               | 林美脉子           | 『宙音』                                                                | 2011年5月 書肆山田           |
| 第46回（2012年度） | 【創作・評論部門】 | 【創作・評論部門】 | 【創作・評論部門】                                                      | 【創作・評論部門】           |
| 第46回（2012年度） | 受賞               | 河崎秋子           | 「東陬遺事」                                                            |                              |
| 第46回（2012年度） | 【詩部門】         |                    |                                                                         |                              |
| 第46回（2012年度） | 受賞               | 荒巻義雄           | 『骸骨半島』                                                            | 2011年8月 林檎屋文庫         |
| 第47回（2013年度） | 【創作・評論部門】 | 【創作・評論部門】 | 【創作・評論部門】                                                      | 【創作・評論部門】           |
| 第47回（2013年度） | 受賞作なし         |                    |                                                                         |                              |
| 第47回（2013年度） | 佳作               | 末永直樹           | 「節子の来た道」                                                        |                              |
| 第47回（2013年度） | 佳作               | 田口耕平           | 「家族の点描」                                                          |                              |
| 第47回（2013年度） | 【詩部門】         |                    |                                                                         |                              |
| 第47回（2013年度） | 受賞               | 萩原貢             | 『小さな椅子の鬣』                                                      | 2013年1月 緑鯨社             |
| 第48回（2014年度） | 【創作・評論部門】 | 【創作・評論部門】 | 【創作・評論部門】                                                      | 【創作・評論部門】           |
| 第48回（2014年度） | 受賞作なし         |                    |                                                                         |                              |
| 第48回（2014年度） | 佳作               | 紺谷充彦           | 『イッペーの花 小説・ブラジル日本移民の「勝ち組」事件』                 | 2014年7月 無明舎出版         |
| 第48回（2014年度） | 佳作               | 蓑島知子           | 「マリーゴールドの庭」                                                  | 『山音文学』124号            |
| 第48回（2014年度） | 【詩部門】         |                    |                                                                         |                              |
| 第48回（2014年度） | 受賞               | 阿部嘉昭           | 『ふる雪のむこう』                                                      | 2013年9月 思潮社             |
| 第48回（2014年度） | 佳作               | 小杉元一           | 『素足にへびをふむ』                                                    | 2014年7月 水公舎             |
| 第49回（2015年度） | 【創作・評論部門】 | 【創作・評論部門】 | 【創作・評論部門】                                                      | 【創作・評論部門】           |
| 第49回（2015年度） | 受賞               | 井村敦             | 「大門辺り――『点消夫と電灯夫』」                                        | 『ざいん』19号               |
| 第49回（2015年度） | 【詩部門】         |                    |                                                                         |                              |
| 第49回（2015年度） | 受賞               | 原子修             | 『叙事詩 原郷創造』                                                     | 2014年9月 共同文化社         |
| 第50回（2016年度） | 【創作・評論部門】 | 【創作・評論部門】 | 【創作・評論部門】                                                      | 【創作・評論部門】           |
| 第50回（2016年度） | 受賞作なし         |                    |                                                                         |                              |
| 第50回（2016年度） | 佳作               | 不破俊輔           | 「武四郎遭難一件」                                                      |                              |
| 第50回（2016年度） | 佳作               | 岡和田晃           | 「破滅（カタストロフィー）の先に立つ ポストコロニアル現代／北方文学論」 |                              |
| 第50回（2016年度） | 【詩部門】         |                    |                                                                         |                              |
| 第50回（2016年度） | 受賞               | 久石ソナ           | 『航海する雪』                                                          | 2015年11月 私家版            |
| 第50回（2016年度） | 佳作               | 入谷寿一           | 『茜色の空の下で』                                                      | 2016年6月 土曜美術社出版販売 |

### 第51回から第60回
| 回（年）           | 賞                 | 受賞者             | 受賞作                                     | 刊行・収録                   |
| ------------------ | ------------------ | ------------------ | ------------------------------------------ | ---------------------------- |
| 第51回（2017度）   | 【創作・評論部門】 | 【創作・評論部門】 | 【創作・評論部門】                         | 【創作・評論部門】           |
| 第51回（2017度）   | 受賞               | 沓沢久里           | 『通天閣の消えた町』                       |                              |
| 第51回（2017度）   | 【詩部門】         |                    |                                            |                              |
| 第51回（2017度）   | 受賞               | 藤田民子           | 『少女の家』                               | 2017年8月 私家版             |
| 第51回（2017度）   | 佳作               | 土橋芳美           | 『痛みのペンリウク 囚われのアイヌ人骨』    | 2017年3月 草風館             |
| 第51回（2017度）   | 佳作               | 草野理恵子         | 『黄色い木馬/レタス』                      | 2016年9月 土曜美術社出版販売 |
| 第52回（2018年度） | 【創作・評論部門】 | 【創作・評論部門】 | 【創作・評論部門】                         | 【創作・評論部門】           |
| 第52回（2018年度） | 受賞               | 澤田展人           | 「ンブフルの丘」                           |                              |
| 第52回（2018年度） | 佳作               | 石川郁夫           | 「佐藤喜一 記録への傾斜・内的漂白の封印」  |                              |
| 第52回（2018年度） | 【詩部門】         |                    |                                            |                              |
| 第52回（2018年度） | 受賞               | 麻生直子           | 『端境の海』                               | 2018年6月 思潮社             |
| 第52回（2018年度） | 佳作               | 水出みどり         | 『夜更けわたしはわたしのなかを降りていく』 | 2017年10月 思潮社            |
| 第53回（2019年度） | 【創作・評論部門】 | 【創作・評論部門】 | 【創作・評論部門】                         | 【創作・評論部門】           |
| 第53回（2019年度） | 佳作               | 貝塚円花           | 「岡田さんと煙草のこと」                   |                              |
| 第53回（2019年度） | 佳作               | 妹尾雄太郎         | 「佐藤泰志試論」                           |                              |
| 第53回（2019年度） | 【詩部門】         |                    |                                            |                              |
| 第53回（2019年度） | 受賞               | ヤリタミサコ       | 『月の背骨／向う見ず女のバラッド』         | 2019年7月 らんか社           |
| 第54回（2020年度） | 【創作・評論部門】 | 【創作・評論部門】 | 【創作・評論部門】                         | 【創作・評論部門】           |
| 第54回（2020年度） | 佳作               | 結城はに           | 「春のゆきだるま」                         |                              |
| 第54回（2020年度） | 【詩部門】         |                    |                                            |                              |
| 第54回（2020年度） | 受賞作なし         |                    |                                            |                              |
| 第55回（2021年度） | 【創作・評論部門】 | 【創作・評論部門】 | 【創作・評論部門】                         | 【創作・評論部門】           |
| 第55回（2021年度） | 佳作               | 原雪絵             | 「白鹿」                                   |                              |
| 第55回（2021年度） | 【詩部門】         |                    |                                            |                              |
| 第55回（2021年度） | 佳作               | 二条千河           | 『亡骸のクロニクル』                       | 2021年7月 洪水企画           |
| 第55回（2021年度） | 佳作               | 本田初美           | 「『芭露の森』                             | 2021年4月 緑鯨社             |
| 第56回（2022年度） | 【創作・評論部門】 | 【創作・評論部門】 | 【創作・評論部門】                         | 【創作・評論部門】           |
| 第56回（2022年度） | 受賞               | 津川エリコ         | 「おに」                                   |                              |
| 第56回（2022年度） | 【詩部門】         |                    |                                            |                              |
| 第56回（2022年度） | 受賞               | 山本博道           | 『夜のバザール』                           | 2022年5月 思潮社             |
| 第57回（2023年度） | 【創作・評論部門】 | 【創作・評論部門】 | 【創作・評論部門】                         | 【創作・評論部門】           |
| 第57回（2023年度） | 受賞               | 原雪絵             | 「さち子の行方」                           |                              |
| 第57回（2023年度） | 【詩部門】         |                    |                                            |                              |
| 第57回（2023年度） | 受賞               | 故永しほる         | 『壁、窓、鏡』                             | 2023年7月 私家版             |
| 第57回（2023年度） | 佳作               | 若宮明彦           | 『瑪瑙屋』                                 | 2023年4月 土曜美術社出版販売 |
| 第58回（2024年度） | 【創作・評論部門】 | 【創作・評論部門】 | 【創作・評論部門】                         | 【創作・評論部門】           |
| 第58回（2024年度） | 受賞               | 大平しふる         | 「かなしみ」                               |                              |
| 第58回（2024年度） | 佳作               | 齊藤ゆずか         | 「さよなら、ライトブルー」                 |                              |
| 第58回（2024年度） | 【詩部門】         |                    |                                            |                              |
| 第58回（2024年度） | 受賞               | 張文經             | 『そらまでのすべての名前』                 | 2023年11月 思潮社            |
| 第58回（2024年度） | 佳作               | 清水博司           | 『せせらぎさがし』                         | 2024年4月 土曜美術社出版販売 |